# Bob van den Bos
Bob Roland Aaro van den Bos (Den Haag, 19 december 1947) is een Nederlandse politicoloog en politicus. Hij was voor D66 lid van de Eerste Kamer, Tweede Kamer en het Europees Parlement.

## Achtergrond
Van den Bos studeerde politieke en sociale wetenschappen aan de Universiteit van Amsterdam en volgde een postacademische Leergang Buitenlandse Betrekkingen bij Instituut Clingendael. In 2008 promoveerde hij tot doctor aan de Universiteit Leiden op een politicologisch/bestuurkundig en historisch proefschrift getiteld Mirakel en Debacle, De Nederlandse besluitvorming over de Politieke Unie in het Verdrag van Maastricht.
Van den Bos was onder meer leraar geschiedenis, beleidsmedewerker bij de voorlichtingsdienst van de Verenigde Naties in Den Haag en staflid van het Instituut Clingendael.

## Politieke werkzaamheden
Van 1986 tot 1987 en van 1991 tot 1994 zat hij voor D66 in de Eerste Kamer. Voor zijn fractie was hij woordvoerder voor buitenlandse zaken, Europese zaken, defensie en landbouw. Van 1994 tot 1998 had hij zitting in
de Tweede Kamer. Daar was hij voor zijn fractie woordvoerder voor buitenlandse zaken, Europese samenwerking alsmede dierenwelzijn. Van 1999 tot 2004 was Van den Bos in het Europees Parlement afgevaardigd; tevens was hij fractievoorzitter. Als D66-Europarlementariër maakte hij deel uit van de liberale fractie (ELDR). Het Europees Parlement benoemde hem in 2003 tot Algemeen Rapporteur voor de Mensenrechten.
Ook binnen D66 vervulde hij allerlei functies. Van 1981 tot 1985 was hij vicevoorzitter van het politiek hoofdbestuur, hij was waarnemend partijvoorzitter, zat in de programmacommissie, was lid van diverse werkgroepen en redactievoorzitter en columnist van het partijblad Democraat.
Van den Bos zat als parlementslid eveneens in allerlei internationale gremia, zoals de Raadgevende Interparlementaire Beneluxraad, de Raadgevende Vergadering van de Raad van Europa en West-Europese Unie en de Parlementaire Assemblee EU - Ontwikkelingslanden (ACP). Daarnaast was hij lid van het dagelijks bestuur van de Europese Beweging Nederland.

## Andere werkzaamheden
Sinds 1995 is Van den Bos ambassadeur voor de Dierenbescherming, sinds 1999 ook voorzitter van de wetenschappelijke commissie alternatieven voor dierproeven en sinds 2003 eveneens bestuurslid van de Nederlandse afdeling van de World Society for the Protection of Animals. Van 2005 tot 2008 was hij ook bestuurslid van Amnesty International Nederland. Van den Bos stond in 2010 wederom voor de Tweede Kamerverkiezingen namens D66 op de kandidatenlijst, op plaats 48.

## Publicaties
Van den Bos heeft diverse publicaties over internationale aangelegenheden geschreven, onder andere:
- Mirakel en debacle: de Nederlandse besluitvorming over de Politieke Unie in het Verdrag van Maastricht (dissertatie), 2008, 410 p, Van Gorcum - Assen, ISBN 978-90-232-4437-0
- Europa wat heb ik eraan?: wat de EU concreet doet en waarom, met Femke van de Plas, 2003, 136 p, ISBN 90-9017480-X.
- De Europese Unie in een notendop, 2010, 217 p, Bert Bakker- Amsterdam, ISBN 9789035135703

Daarnaast publiceerde hij in tijdschriften en dagbladen.